# Сибин Тодоровић
Сибин (Вукоја) Тодоровић (Куршумлија, 1869 — Београд, 1967) био је српски јунак и добитник Карађорђеве звезде са мачевима.

## Биографија
Сибин Тодоровић рођен је у Куршумлији. Син је мајора Вукоја Тодоровића, команданта граничног одсека са седиштем у Куршумлији. Сибин је завршио војну академију и ратове дочекао као официр. У чувеном Гвозденим пуку борио се са својим Топличанима све до краја 1915. године. Био је командир чувене 2. чете 2. батаљона, коју је од њега касније преузео поручник Ђорђе Миличић. Ова чета се под командом капетана Тодоровића прославила на Церу и Колубари а Сибин је у тим борбама рањен на Слатини 28. 10. 1914. године. У јеку Церске битке, капетан Тодоровић и његова 2.чета су се посебно истакли на одлучујућем правцу битке када су извршили јуриш на Текериш и преотели тај положај од непријатеља. Тада је и настала она чувена народна: „Дођи Швабо да видиш, где је српски Текериш. .."
За показану храброст унапређен је у чин капетана 1. класе и одликован официрским орденом КЗ са мачевима 4. реда. Поред тога одликован је Златном и Сребрном медаљом за храброст и другим одликовањима. После ратова радио је као генералштабни официр у Главном Генералштабу где је и пензионисан у чин пуковника.
Умро је у 98 години 12. 1. 1967. године у Београду. Није имао потомака. Био је ожењен супругом Јелисаветом.